# Lublin (krater)
Lublin – krater na powierzchni planetoidy (253) Mathilde o średnicy 6,5 km, położony na 55,3° szerokości północnej i 156,8° długości zachodniej.
Decyzją Międzynarodowej Unii Astronomicznej w 2000 roku został nazwany od polskiego miasta Lublin. Ponieważ planetoida ma bardzo ciemną powierzchnię (ciemniejszą od węgla), kraterom na Mathilde nadano nazwy pochodzące od różnych słynnych regionów na Ziemi, w których wydobywa się węgiel kamienny. Nazwa krateru Lublin została nadana w nawiązaniu do Lubelskiego Zagłębia Węglowego.